# Urroz-Villa
Urroz-Villa (baskisch Urrotz-Hiria) ist eine spanische Gemeinde (municipio) in der Comunidad Foral de Navarra. Sie gehört zur Comarca Pirinioaurrea und hat 404 Einwohner (Stand: 2024).

## Lage
Urroz-Villa liegt etwa 18 Kilometer ostsüdöstlich von Pamplona in einer Höhe von ca. 525 m.

## Sehenswürdigkeiten

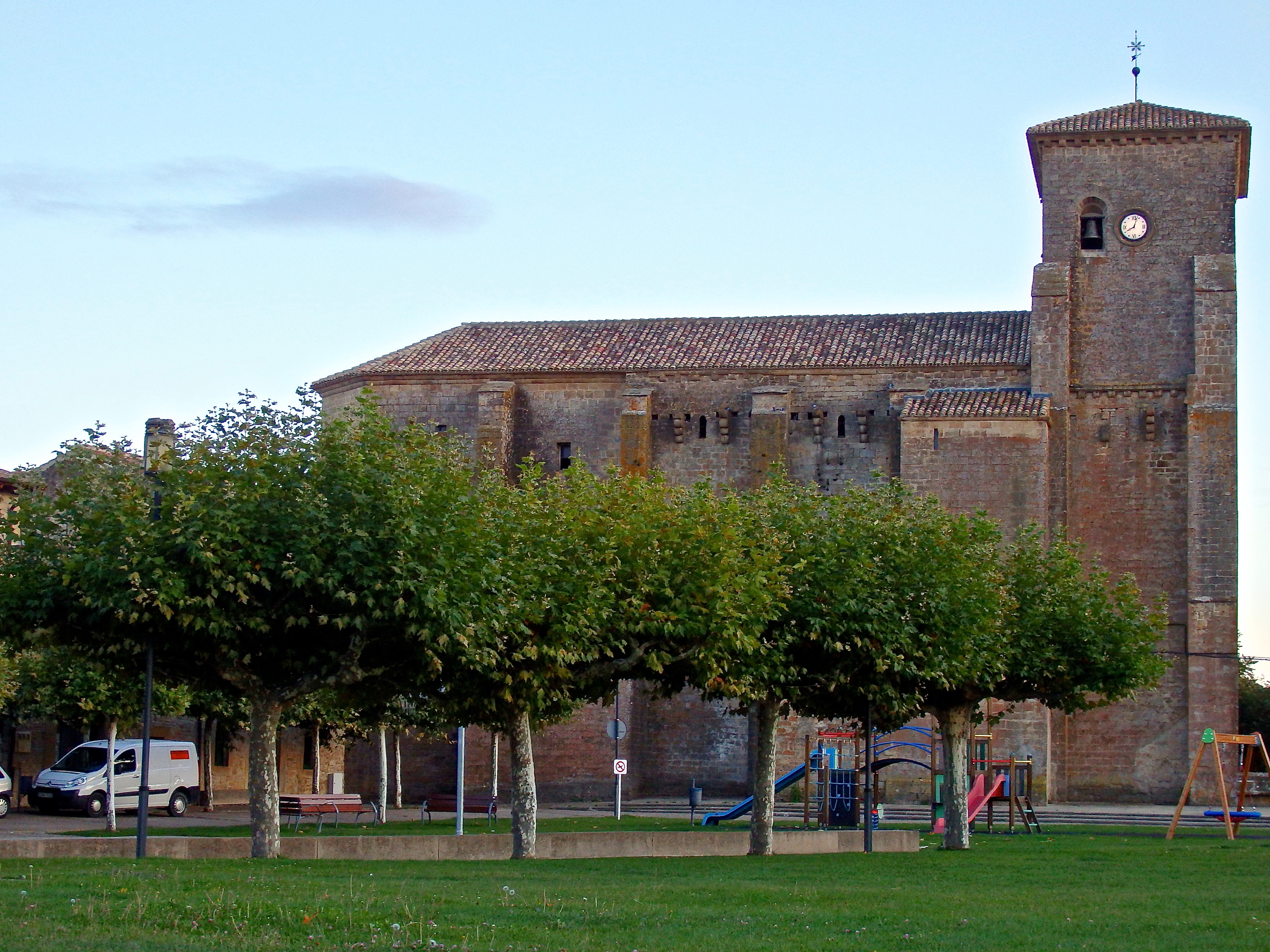
Kirche Mariä Himmelfahrt
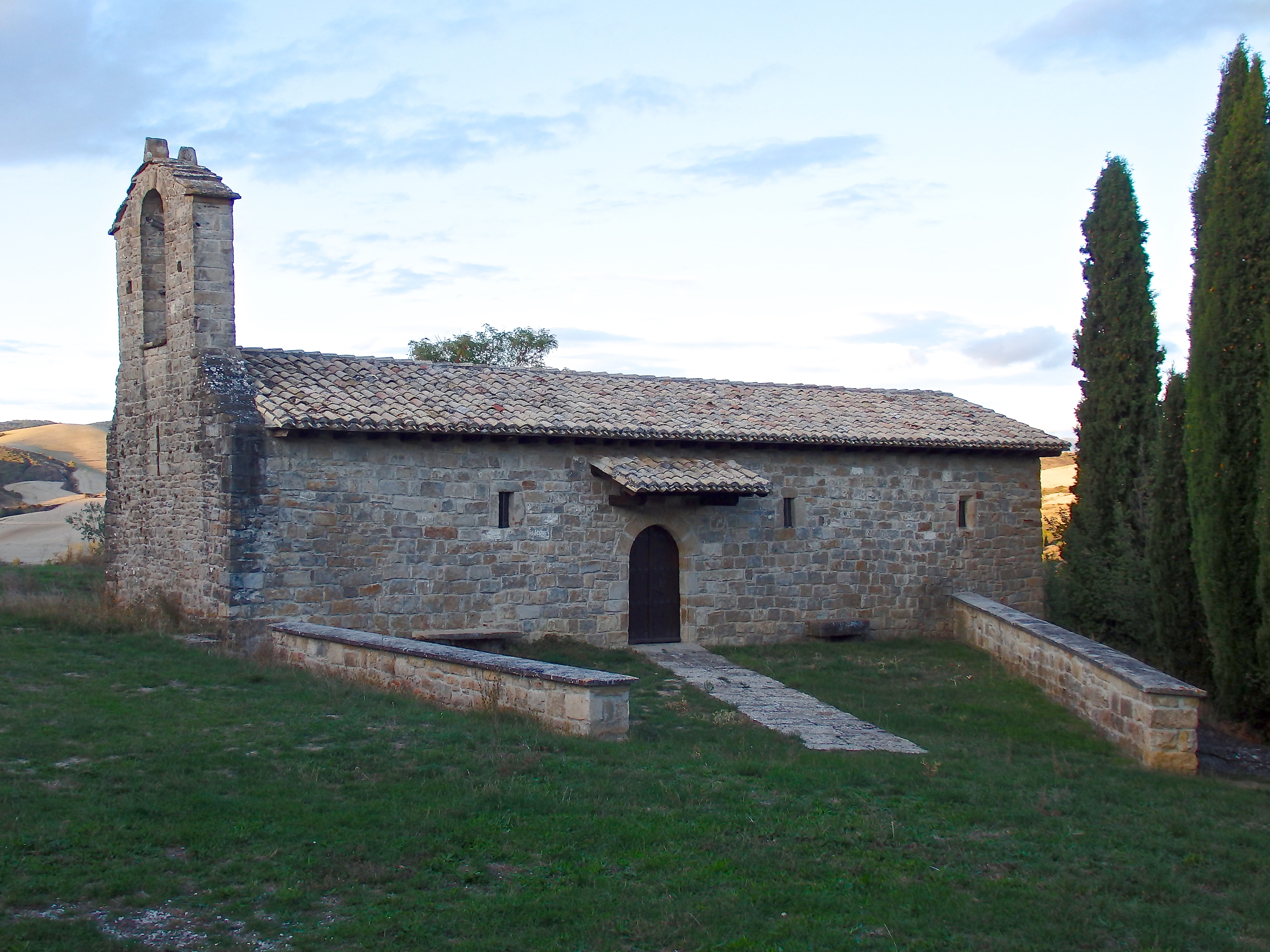
Peterskapelle

- Kirche Mariä Himmelfahrt
- Peterskapelle